# Hala la Acusadora
Hala la Acusadora es un personaje ficticio que aparece en los cómics estadounidenses publicados por Marvel Comics. Apareció por primera vez en Guardians of Knowhere # 3 y fue creada por Brian Michael Bendis y Valerio Schiti. Es miembro del Cuerpo de Acusadores Kree.

## Historial de publicaciones
Hala la Acusadora apareció por primera vez en Guardians of Knowhere # 3 y fue creada por Brian Michael Bendis y Valerio Schiti.

## Biografía ficticia
Hala la Acusadora es miembro del Cuerpo de Acusadores del Imperio Kree. Fue la última de sus miembros cuando Hala fue destruida durante la caída del Imperio Kree como se ve en la historia de The Black Vortex.
Durante la historia de Secret Wars, Hala la Acusadora terminó en Knowhere, donde orbitó Battleworld después de la incursión final que siguió a las incursiones vistas en la historia de Time Runs Out. Apareció por primera vez cuando los Guardianes de Knowhere derrotaron a Yotat el Destructor. Como Hala la Acusadora hablaba solo el idioma Kree, Gamora y Angela que trabajaba para Thor Corps tuvieron dificultades para tratar con ella cuando los atacó. Hala la Acusadora incluso derrotó y mató a muchos de los Nova Corps que residían en Knowhere. Hala luego mató al Thor Corps Angela antes de ser derrotado por Gamora con la ayuda de Drax el Destructor y Rocket Raccoon.
Como parte de All-New, All-Different Marvel que siguió a Míster Fantástico reconstruyendo el Multiverso, Hala la Acusadora fue tras Gamora y la encontró en Spartax. Los Guardianes de la Galaxia lucharon contra Hala la Acusadora. A pesar de que Thing dejó inconsciente a Hala la Acusadora, Drax el Destructor, sin saberlo, activó un dispositivo de seguridad en el Arma Universal de Hala la Acusadora, lo que le permitió recuperar la conciencia y ganar ventaja contra los Guardianes de la Galaxia. Luego colocó al emperador Peter Quill en una cápsula de escape para que pudiera ver a Hala la Acusadora destruir a Spartax, ya que ella también planeaba hacer lo mismo con la Tierra como parte de su venganza por su participación en el casi genocidio de los Kree. Mientras Hala la Acusadora continuaba causando estragos en Spartax, derrotó a los Guardias Reales de Spartax antes de darse cuenta de que los Guardianes de la Galaxia se habían retirado y reagrupado. Mientras Gamora se sacrificaba para enfrentarse a Hala la Acusadora, ella obtuvo tiempo para que el resto de los Guardianes de la Galaxia pudieran escapar y rescatar a Peter Quill. Al darse cuenta de que Peter Quill ya no estaba a su alcance, Hala la Acusadora continuó golpeando a Gamora para obtener información sobre lo que hizo con él. En el último momento, el resto de los Guardianes de la Galaxia llegaron en un intento de convencer a Hala la Acusadora de que no destruyera a Spartax. Cuando Hala no cedió a su súplica, Kitty Pryde derribó a Hala la Acusadora por el suelo, Thing saltó desde una distancia lo suficientemente alta como para noquear a Hala la Acusadora, y Venom rompió su bastón. Durante el ataque de Yotat el Destructor, se mostró a Hala la Acusadora arrastrándose por las alcantarillas y fue arrestada por la Guardia Real Spartax cuando la encontraron. El Consejo Spartax decidió deportar a Hala la Acusadora a lo que quedaba del Imperio Kree.

## Poderes y habilidades
Como guerrera Kree en una condición física óptima, Hala la Acusadora posee la fisiología única de su especie, con atributos naturales mucho mayores que los humanos. Por lo tanto, el cuerpo de Hala es resistente a venenos, toxinas y enfermedades.

## En otros medios

### Película
- Hala la Acusadora aparece en Marvel Rising: Secret Warriors, con la voz de Ming-Na Wen.[10] Hala recluta al inhumano Victor Kohl/Exile amargado para capturar a los jóvenes Inhumanos para que Hala pueda usarlos como armas para el Imperio Kree. Al entrar en conflicto con el recién formado equipo de superhéroes Secret Warriors y la Capitana Marvel, la nave de Hala se daña y sus planes se arruinan, mientras que la propia Hala es expulsada al espacio.

### Televisión
- Hala regresa en Marvel Rising: Heart of Iron, una vez más con la voz de Ming-Na Wen.[11] Ella apunta a los dispositivos Kree que hay en una universidad por Tony Stark y conduce a su última batalla con los Secret Warriors y la Capitana Marvel. Luego se hace pasar por Daisy Johnson para entrar en la habitación de Riri Williams y robar el A.M.I. A.I. Usando algunos componentes, Hala construye un dispositivo apocalíptico que emite un limo púrpura con tentáculos. Su plan fue frustrado cuando Riri eliminó el reactor de arco de A.M.I., antes de escapar.

### Videojuegos
- Hala la Acusadora aparece en el videojuego Guardians of the Galaxy: The Telltale Series,[12] con la voz de Faye Kingslee.[10] Ella, su segundo al mando, Jyn-Xar, y su ejército de soldados Kree lograron robar la Forja de la Eternidad de Peter y escapar después de dañar el Milano. Al elegir a Gamora o Drax the Destroyer para acompañarlo, Star-Lord llega a la nave Kree para enfrentarse a Hala la Acusadora, que planea usar la Forja de la Eternidad para resucitar a su hijo Bal-Dinn y a toda la raza Kree como a todos los Kree en el planeta que fue destruido por Thanos. Esto aparentemente requerirá numerosos sacrificios en el proceso. Ella hiere críticamente a Peter con su lanza. Rocket Raccoon logra que la nave funcione para permitir que los dos escapen de Hala the Accuser y Star-Lord logra obtener la Forja de la Eternidad nuevamente en el proceso que finalmente lo cura. En el episodio 2, Hala la Acusadora persigue a los Guardianes de la Galaxia para obtener la Forja de la Eternidad. Después de que los Guardianes de la Galaxia luchan contra una emboscada de Kree en el Milano, Hala la Acusadora contacta a Star-Lord diciéndole que no puede correr para siempre y que la Forja de la Eternidad será de ella. En el episodio 3, Hala la Acusadora y sus fuerzas Kree alcanzan a los Guardianes de la Galaxia y Mantis en el santuario del planeta Dronbino en el momento en que Star-Lord tiene la opción de destruir la Forja de la Eternidad o empoderarla. Las decisiones que tome Star-Lord harán que Hala la Acusadora sea quemada pero empoderada por su destrucción o revivir con éxito a Bal-Dinn con planes para revivir a los Kree muertos que están con ella. En el episodio 4, el episodio regresó con Hala quemada y empoderada, o logró obtener la Forja de la Eternidad, reviviendo con éxito a su hijo muerto Kree. Luego, el santuario comienza a colapsar, mientras los Guardianes luchan contra Hala y los Kree, los Guardianes se caen del santuario y Hala los ve caer. Más tarde, después de que los Guardianes escaparan del Santuario, Hala y los Kree iniciaron un violento ataque contra D’Bari V, matando a millones para proceder a revivir al resto de los Kree muertos. En el episodio 5, los Guardianes de la Galaxia y Mantis se unen para luchar contra Hala, donde el resultado de Hala varía según su derrota. Un resultado será que la entreguen a Bal-Dinn para que se enfrente a la justicia de Kree o al Nova Corps. Otro resultado será que Hala sea asesinada por Bal-Dinn o muera cuando los restos de la Forja de la Eternidad abandonen su cuerpo.